# Rue De Crayer

La rue De Crayer est une rue située entièrement sur le territoire de Bruxelles-Ville, en Belgique.

## Localisation
Cette rue rectiligne part du rond-point de l'avenue Louise et le relie à la rue Van Eyck.
Elle forme un angle avec la rue Jacques Jordaens.

## Historique

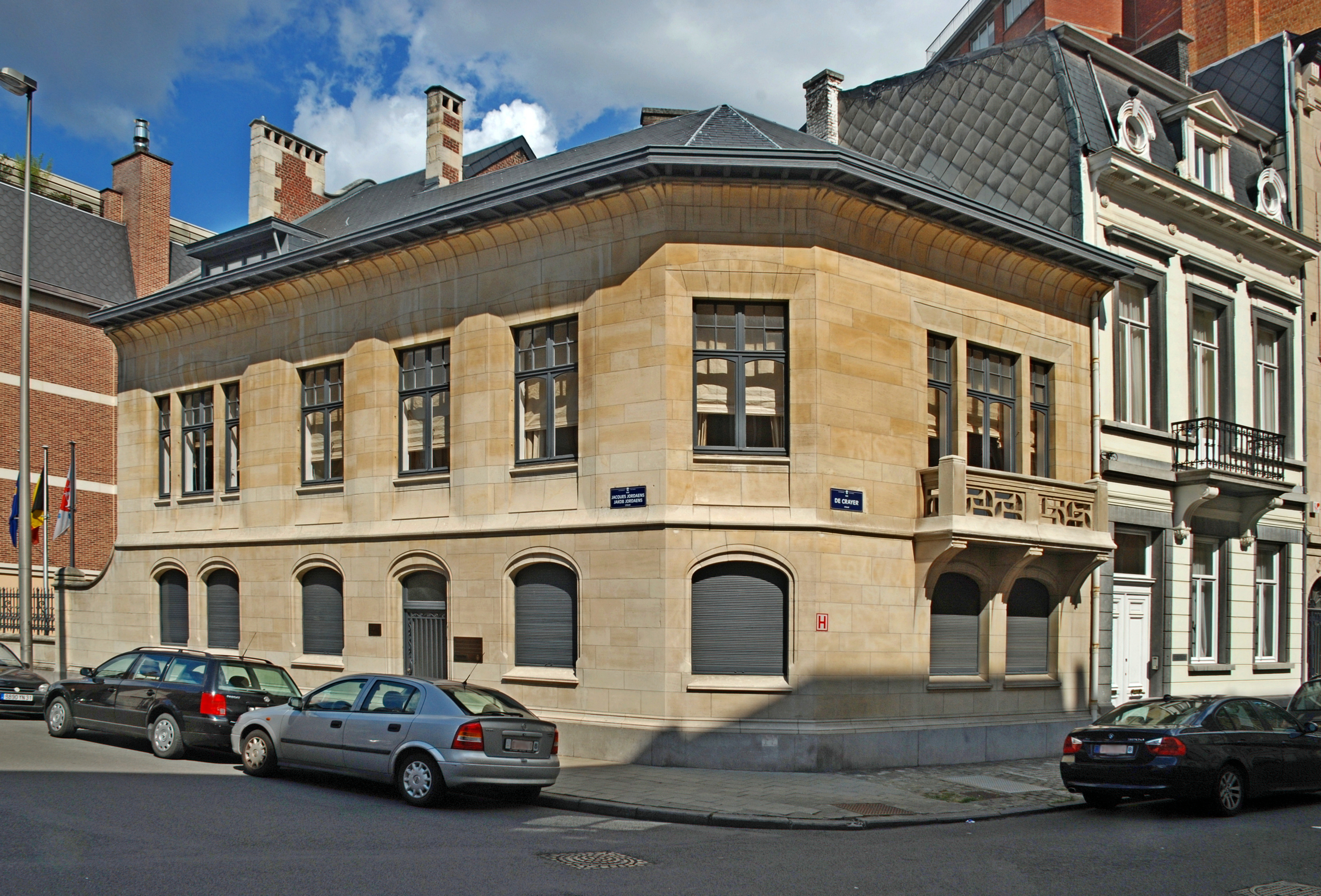
Hôtel De Brouckère, architectes Octave Van Rysselberghe et Henry van de Velde, 1898.

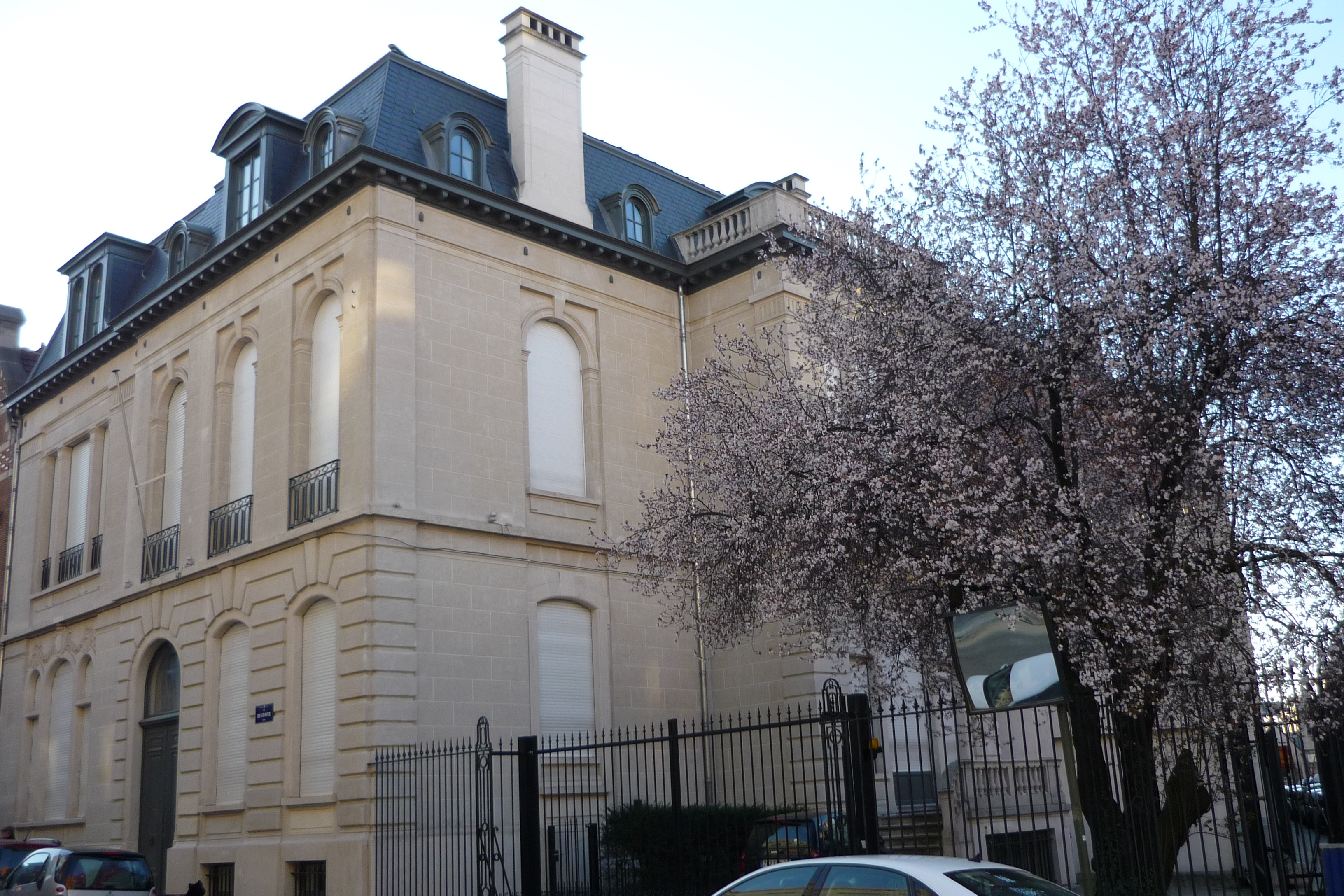
Hôtel particulier de la famille van Dievoet, architecte Pierre De Groef, 1909.

Elle a été tracée dès les débuts de la construction de l'avenue Louise par l'inspecteur voyer Victor Besme en vertu de l'arrêté royal du 20 février 1864 qui fixe le tracé de tout le quartier Tenbosch.
Elle fut d'abord appelée rue du Siphon mais reçut ensuite le nom du peintre Gaspar De Crayer (1582-1669), à la suite de la décision prise par le conseil communal de Bruxelles en date du 3 août 1869 de donner aux rues de ce nouveau quartier le nom de peintres flamands célèbres.

## Immeubles remarquables
Cette rue est bordée de beaux hôtels particuliers parmi lesquels :
- 1898: « Hôtel De Brouckère » situé à l'angle de la rue De Crayer et de la rue Jordaens n° 34, construit en 1898.

- 1899: au n° 14, hôtel particulier de style éclectique par les architectes Constant Bosmans et Henri Vandeveld, 1899.

- 1902: au n° 11, maison bourgeoise teintée de néo-Renaissance flamande, par les architectes Albert Dumont et Alexis Dumont, 1902.

- 1909: au n° 9, « Hôtel Van Dievoet » , hôtel particulier de style Beaux-Arts signé par l'architecte Pierre De Groef en 1909 pour l'ingénieur Georges van Dievoet[1](1876-1932) et situé au numéro 9 de la rue De Crayer et au numéro 33 de la rue Jacques Jordaens, à l'angle de ces rues. Le bâtiment porte gravés la signature et le millésime "P. De Groef Archte 1909" et est précédé d'un jardin ceint d'une grille.

- 1913: au n°5, maison bourgeoise de 1876, rhabillée en style Beaux-Arts par l'architecte Victor Taelemans, 1913.